# Élections parlementaires polonaises de 2005
Les élections législatives polonaises de 2005 (en polonais : Wybory parlamentarne w Polsce w 2005 roku) se tiennent le 25 septembre 2005 afin d'élire les 460 députés de la Ve législature de la Diète et 100 sénateurs de la VIe législature du Sénat pour un mandat de quatre ans.
Le scrutin a été remporté, à la majorité relative, par le parti conservateur Droit et justice (PiS), et les partis de droite et de centre droit dans l'ensemble.

## Contexte

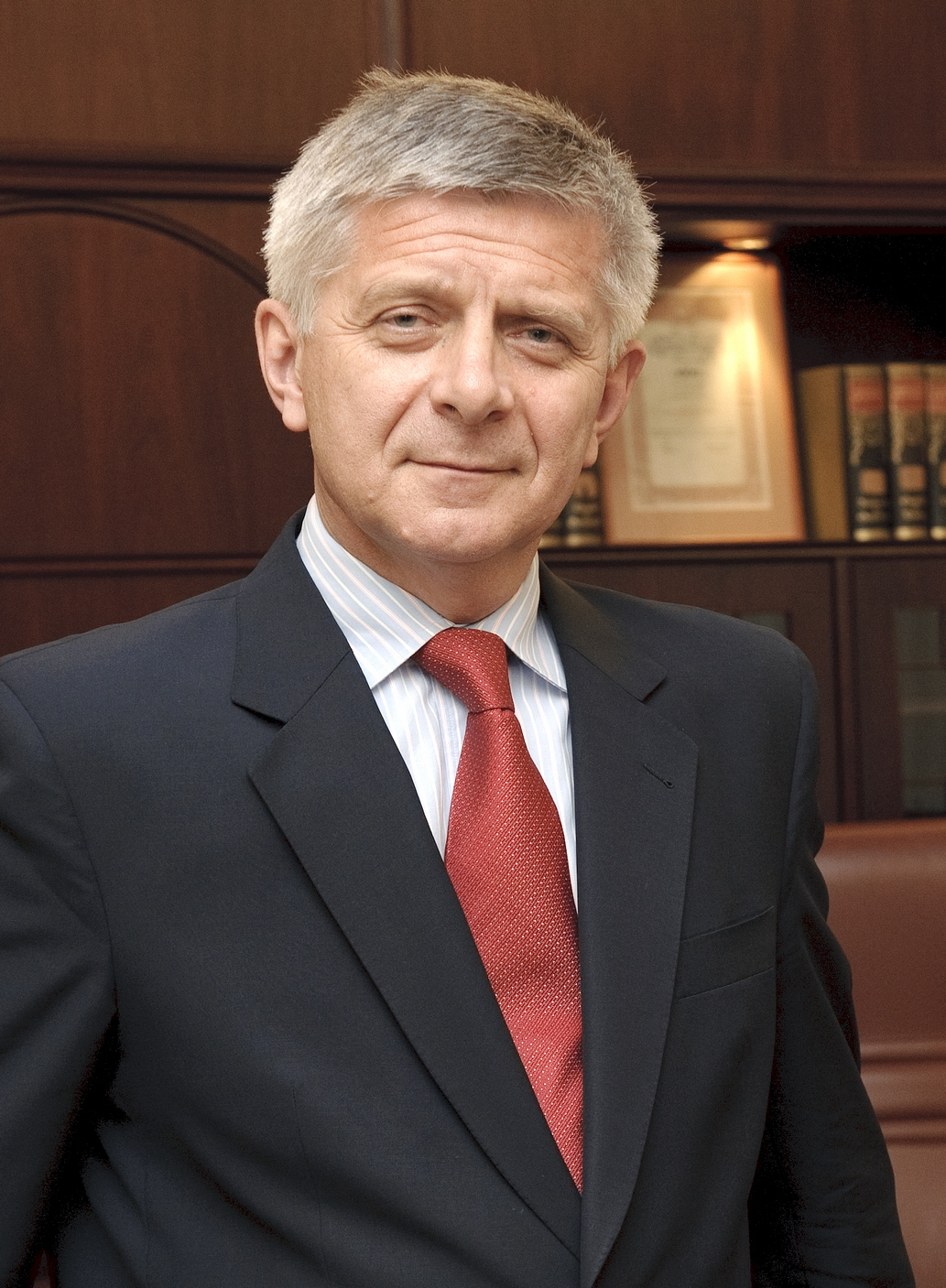
Le président du Conseil des ministres, Marek Belka.

Lors des élections législatives de 2001, l'Alliance de la gauche démocratique (SLD), formation sociale-démocrate fondée en 1999 sur la base d'une coalition créée en 1991 par d'anciens communistes, avait raté de peu la majorité absolue à la Diète, avec 41 % des voix et 216 députés sur 460. Afin de se placer au pouvoir, elle avait formé une coalition gouvernementale avec le Parti paysan polonais (PSL), plus vieux parti du pays et titulaire de 42 parlementaires, grâce à ses 9 % des voix.
La droite, désormais représentée par la Plate-forme civique (PO) et Droit et justice (PiS), avait totalement chuté par rapport aux 261 élus obtenus, en 1997, par l'Alliance électorale Solidarité (AWS) et l'Union pour la liberté (UW), deux partis totalement discrédités et n'ayant pas atteint les 5 % nécessaires. La PO, deuxième parti du pays, devait se contenter de 12,7 % des suffrages et 65 sièges, tandis que le PiS, arrivé quatrième, rassemblait 9,5 % des voix et 44 élus. En troisième position, l'Autodéfense de la république de Pologne (SRP) réalisait le meilleur résultat pour une formation populiste, avec 10,2 % des voix et 53 députés. Enfin, une formation nettement classée à l'extrême droite, la Ligue des familles polonaises (LPR), avait réussi une forte percée avec 7,9 % des suffrages, soit 38 parlementaires à la Diète.
Investi président du Conseil des ministres le 19 octobre, le social-démocrate Leszek Miller remet sa démission environ deux ans et demi plus tard, le 2 mai 2004, soit au lendemain de l'adhésion de la Pologne à l'Union européenne. La SLD, alors frappée par les scandales de corruption, le remplace par Marek Belka, qui n'obtient la confiance des députés que lors de sa seconde tentative.
Les élections européennes du 13 juin 2004 confirment l'effondrement de la SLD, qui n'obtient que 9,4 % des voix, arrivant ainsi en cinquième position, derrière la PO, la LPR, le PiS et la SRP, tandis que la Social-démocratie de Pologne (SDPL), dissidence de l'Alliance dont elle soutient le gouvernement, réussit son entrée au Parlement européen avec 5,3 % des voix. Avec les 6,3 % du PSL, la coalition au pouvoir ne réunit donc que 21 % des suffrages.
Ayant décidé de rejoindre le Parti démocrate (PD), Belka remet sa démission, refusée par le président de la République, Aleksander Kwaśniewski, le 6 mai 2005.

## Forces en présence
| Force politique | Force politique                                                                   | Idéologie                                                              | Chef de file        | Score en 2001                          |
| --------------- | --------------------------------------------------------------------------------- | ---------------------------------------------------------------------- | ------------------- | -------------------------------------- |
|                 | Alliance de la gauche démocratique (SLD) Sojusz Lewicy Demokratycznej             | Centre gauche Social-démocratie, social-libéralisme, troisième voie    | Wojciech Olejniczak | 41 % des voix 216 députés 75 sénateurs |
|                 | Plate-forme civique (PO) Platforma Obywatelska                                    | Centre droit Libéral-conservatisme, démocratie chrétienne              | Jan Rokita          | 12,7 % des voix 65 députés 2 sénateurs |
|                 | Autodéfense de la république de Pologne (SRP) Samoobrona Rzeczpospolitej Polskiej | Gauche Étatisme, agrarisme, populisme, nationalisme                    | Andrzej Lepper      | 10,2 % des voix 53 députés 2 sénateurs |
|                 | Droit et justice (PiS) Prawo i Sprawiedliwość                                     | Droite Conservatisme, nationalisme, euroscepticisme                    | Jarosław Kaczyński  | 9,5 % des voix 44 députés 0 sénateurs  |
|                 | Parti paysan polonais (PSL) Polskie Stronnictwo Ludowe                            | Centre droit Démocratie chrétienne, conservatisme, agrarisme           | Waldemar Pawlak     | 9 % des voix 42 députés 4 sénateurs    |
|                 | Ligue des familles polonaises (LPR) Liga Polskich Rodzin                          | Extrême droite Conservatisme national, social, catholicisme, populisme | Roman Giertych      | 7,9 % des voix 38 députés 2 sénateurs  |

## Résultats

### Diète
|                        |                                               |            |       |       |        |               |  |  |  |  |  |  |  |  |
| Parti                  | Parti                                         | Voix       | %     | +/-   | Sièges | +/-           |  |  |  |  |  |  |  |  |
|                        | Droit et justice (PiS)                        | 3 185 714  | 26,99 | 17,49 | 155    | 111           |  |  |  |  |  |  |  |  |
|                        | Plate-forme civique (PO)                      | 2 849 259  | 24,14 | 11,46 | 133    | 68            |  |  |  |  |  |  |  |  |
|                        | Autodéfense de la république de Pologne (SRP) | 1 347 355  | 11,41 | 1,21  | 56     | 3             |  |  |  |  |  |  |  |  |
|                        | Alliance de la gauche démocratique (SLD)      | 1 335 257  | 11,31 | 29,73 | 55     | 161           |  |  |  |  |  |  |  |  |
|                        | Ligue des familles polonaises (LPR)           | 940 762    | 7,97  | 0,10  | 34     | 4             |  |  |  |  |  |  |  |  |
|                        | Parti paysan polonais (PSL)                   | 821 656    | 6,96  | 2,02  | 25     | 17            |  |  |  |  |  |  |  |  |
|                        | Social-démocratie de Pologne (SDPL)           | 459 380    | 3,89  | Nv.   | 0      | en stagnation |  |  |  |  |  |  |  |  |
|                        | Parti démocrate (PD)                          | 289 276    | 2,45  | Nv.   | 0      | en stagnation |  |  |  |  |  |  |  |  |
|                        | Plateforme de Janusz Korwin-Mikke (PJKM)      | 185 885    | 1,57  | Nv.   | 0      | en stagnation |  |  |  |  |  |  |  |  |
|                        | Mouvement patriotique (RP)                    | 124 038    | 1,05  | Nv.   | 0      | en stagnation |  |  |  |  |  |  |  |  |
|                        | Parti travailliste polonais (PPP)             | 91 266     | 0,77  | Nv.   | 0      | en stagnation |  |  |  |  |  |  |  |  |
|                        | Minorité allemande (MN)                       | 34 469     | 0,29  | 0,07  | 2      | en stagnation |  |  |  |  |  |  |  |  |
|                        | Parti national polonais (PPN)                 | 34 127     | 0,29  | Nv.   | 0      | en stagnation |  |  |  |  |  |  |  |  |
|                        | Terre ancestrale (DO)                         | 32 863     | 0,28  | Nv.   | 0      | en stagnation |  |  |  |  |  |  |  |  |
|                        | Autres                                        | 73 369     | 0,62  | –     | 0      | –             |  |  |  |  |  |  |  |  |
|                        |                                               |            |       |       |        |               |  |  |  |  |  |  |  |  |
| Suffrages exprimés     | Suffrages exprimés                            | 11 804 676 | 96,40 |       |        |               |  |  |  |  |  |  |  |  |
| Votes nuls             | Votes nuls                                    | 440 227    | 3,60  |       |        |               |  |  |  |  |  |  |  |  |
| Total                  | Total                                         | 12 244 903 | 100   | –     | 460    | en stagnation |  |  |  |  |  |  |  |  |
| Abstention             | Abstention                                    | 17 984 128 | 59,49 |       |        |               |  |  |  |  |  |  |  |  |
| Inscrits/Participation | Inscrits/Participation                        | 30 229 031 | 40,51 |       |        |               |  |  |  |  |  |  |  |  |

### Sénat
|                        |                                               |            |       |       |        |               |  |  |  |  |  |  |  |  |
| Parti                  | Parti                                         | Voix       | %     | +/-   | Sièges | +/-           |  |  |  |  |  |  |  |  |
|                        | Droit et justice (PiS)                        | 5 020 704  | 20,80 | N/A   | 49     | 49            |  |  |  |  |  |  |  |  |
|                        | Plate-forme civique (PO)                      | 4 090 497  | 16,94 | N/A   | 34     | 32            |  |  |  |  |  |  |  |  |
|                        | Alliance de la gauche démocratique (SLD)      | 3 114 118  | 12,90 | 25,84 | 0      | 75            |  |  |  |  |  |  |  |  |
|                        | Ligue des familles polonaises (LPR)           | 2 990 092  | 12,39 | 8,33  | 7      | 5             |  |  |  |  |  |  |  |  |
|                        | Autodéfense de la république de Pologne (SRP) | 2 016 858  | 8,35  | 4,06  | 3      | 2             |  |  |  |  |  |  |  |  |
|                        | Parti paysan polonais (PSL)                   | 1 413 872  | 5,86  | 7,57  | 2      | 2             |  |  |  |  |  |  |  |  |
|                        | Parti démocrate (PD)                          | 683 799    | 2,83  | Nv.   | 0      | en stagnation |  |  |  |  |  |  |  |  |
|                        | Social-démocratie de Pologne (SDPL)           | 573 556    | 2,38  | Nv.   | 0      | en stagnation |  |  |  |  |  |  |  |  |
|                        | Plateforme de Janusz Korwin-Mikke (PJKM)      | 375 037    | 1,55  | Nv.   | 0      | en stagnation |  |  |  |  |  |  |  |  |
|                        | Parti du centre (PC)                          | 246 143    | 1,02  | Nv.   | 0      | en stagnation |  |  |  |  |  |  |  |  |
|                        | Autres                                        | 824 723    | 3,42  | –     | 0      | –             |  |  |  |  |  |  |  |  |
|                        | Indépendants                                  | 2 792 572  | 11,57 | 1,83  | 5      | 3             |  |  |  |  |  |  |  |  |
| Total des voix         | Total des voix                                | 24 141 971 | 100   |       |        |               |  |  |  |  |  |  |  |  |
|                        |                                               |            |       |       |        |               |  |  |  |  |  |  |  |  |
| Suffrages exprimés     | Suffrages exprimés                            | 11 812 965 | 96,52 |       |        |               |  |  |  |  |  |  |  |  |
| Votes blancs et nuls   | Votes blancs et nuls                          | 426 054    | 3,48  |       |        |               |  |  |  |  |  |  |  |  |
| Total                  | Total                                         | 12 239 019 | 100   | –     | 100    | en stagnation |  |  |  |  |  |  |  |  |
| Abstention             | Abstention                                    | 17 990 012 | 59,51 |       |        |               |  |  |  |  |  |  |  |  |
| Inscrits/Participation | Inscrits/Participation                        | 30 229 031 | 40,49 |       |        |               |  |  |  |  |  |  |  |  |

## Analyse
Le discrédit qui frappait, depuis 2004, la SLD se traduit dans les urnes, avec un recul de presque trente points. Avec 11,3 % des voix et la quatrième position, la formation connaît le plus mauvais résultat de son histoire. Cet effondrement, similaire à celui connu quatre ans plus tôt par l'Alliance électorale Solidarité (AWS), ne profite pas réellement aux autres forces du centre gauche et du centre, la SDPL et le PD échouant à entrer à la Diète, tandis que le PSL connaît un léger repli.
La victoire revient, en effet, aux forces du centre droit et de la droite, ainsi qu'aux populistes nationalistes, dans une moindre mesure étant donné la progression très modérée, voire le recul, de la SRP et de la LPR. En revanche, le progrès est manifeste pour la PO et surtout pour PiS, qui passe de quatrième à premier parti du pays, tout en devant se contenter d'une majorité relative. Dans l'ensemble, ce scrutin est un échec pour les formations pro-européennes et libérales, les partis nationalistes, conservateurs et étatistes remportant 46,4 % des voix et 235 députés, soit la majorité absolue.
La situation est accentuée au Sénat, où les sièges sont pourvus au scrutin uninominal majoritaire à un tour. Les sociaux-démocrates, qui avaient les trois quarts des sièges de l'assemblée sortante, en sont totalement évincés, tandis que les conservateurs ratent de deux sièges la majorité absolue. C'est la première fois, depuis les élections sénatoriales libres de 1989, qu'aucun parti de gauche n'est présent à la chambre haute. Là encore, dans l'ensemble, les forces nationalistes s'imposent nettement, avec 59 sénateurs, contre 36 aux formations europhiles.

## Conséquences
Alors que, tout au long de la campagne, Droit et justice et la Plate-forme civique avaient affirmé leur volonté de former un gouvernement de coalition, qui aurait donc disposé d'une forte majorité de 288 députés et 83 sénateurs, les deux formations sont incapables de trouver un accord. PiS choisit alors de former un gouvernement minoritaire et désigne, le 27 septembre, le député Kazimierz Marcinkiewicz, ancien président du groupe à la Diète, comme candidat aux fonctions de président du Conseil des ministres.
Ce dernier est officiellement nommé le 19 octobre par le président de la République, Aleksander Kwaśniewski. Son gouvernement, constitué de membres du parti et d'indépendants, prête serment douze jours plus tard devant le chef de l'État. Le 10 novembre, il remporte le vote de confiance à la Diète par 272 voix contre 187, grâce au soutien de la SRP, de la LPR et du PSL.